# Gitons
Els gitons (en llatí: Gythones, en grec antic: Γύθωνες) eren un poble de Sarmàcia que vivien a l'oest dels venedis o wends, els quals suposadament vivien a la part oriental de Prússia. Són esmentats per Claudi Ptolemeu.